# 丁潭
丁潭（?—?），字世康，会稽郡山陰县（今浙江省绍兴市）人，中国東晋政治人物，吴司徒丁固之孙，梁州刺史丁弥之子。
初仕为郡功曹。举孝廉，任郎中。转任丞相西閤祭酒。琅邪王司馬睿称制，丁潭上書陈説時事利害，官吏不宜频加转迁，兵士不宜加役。317年（建武元年）三月，司馬睿即位为晋王，丁潭担任駙馬都尉、奉朝請、尚書祠部郎。司馬睿之子司馬裒封琅邪王，司馬睿想要任用丁潭琅邪国上卿，问中書令賀循。賀循推荐他担任郎中令，丁潭出任琅邪王郎中令。十月，司馬裒去世，丁潭上疏求行终丧礼。于是下诏使除服，心丧三年。320年（大興三年），转任王导骠骑司马。转任中書郎，出任广武将军、东阳郡太守。以清廉见称。召還为太子左衛率，不受。325年（太寧三年）晋成帝即位，丁潭担任散騎常侍、侍中。327年（咸和二年）蘇峻之乱爆发，翌年，成帝避難石頭城，丁潭和侍中鍾雅、劉超侍卫成帝左右。蘇峻敗死，丁潭以功封永安伯之爵，担任大尚書。转任廷尉、兼左光禄大夫、領国子祭酒、会稽国大中正，加散騎常侍。342年（咸康八年），晋康帝即位，丁潭上表請願退休。朝廷不听，以光禄大夫归邸。後八十岁去世。追贈侍中，諡簡。其子丁話，位至散騎侍郎。

## 延伸阅读
[在维基数据编辑]
 《晉書·卷078》，出自房玄齡《晉書》